# Wielądka
Wielądka − pierwotnie włóka miejska, następnie posesja z dworkiem, a później jurydyka założona w drugiej połowie XVIII wieku przez Adama Wielądka.
Jurydyka znajdowała się pomiędzy jurydykami Szymanowska i Parysowska, obecnie w północnej części dzielnicy Śródmieście w Warszawie. Została zlikwidowana w 1766 decyzją Komisji Dobrego Porządku i podporządkowana jurysdykcji miejskiej.